# Covid19-tesztelés
A Covid19-fertőzöttség kimutatására a három leggyakoribb tesztelési módszer a világjárvány idején a PCR-teszt, az antigén-gyorsteszt és az antitestteszt.

## PCR-teszt
A PCR-teszt a Covid19-vírus örökítő anyagát (RNS-ét) polimeráz-láncreakcióval mutatja ki. A PCR-teszt a más típusú teszteknél érzékenyebb, és már korábbi stádiumában képes felismerni a fertőzést, így ezt tartják a legjobb vizsgálati módszernek az aktuálisan zajló fertőzés kimutatására.
A teszt során az orr-, illetve a szájgaratüreg nyálkahártyájáról vesznek mintát. A mintavétel néhány másodpercig tart, kellemetlen érzéssel járhat, de fájdalommal nem. A teszt eredményét a páciens általában 24 órán belül kapja meg.
A PCR-teszt ára Magyarországon hatóságilag 19.500,- Ft-ban van maximálva.

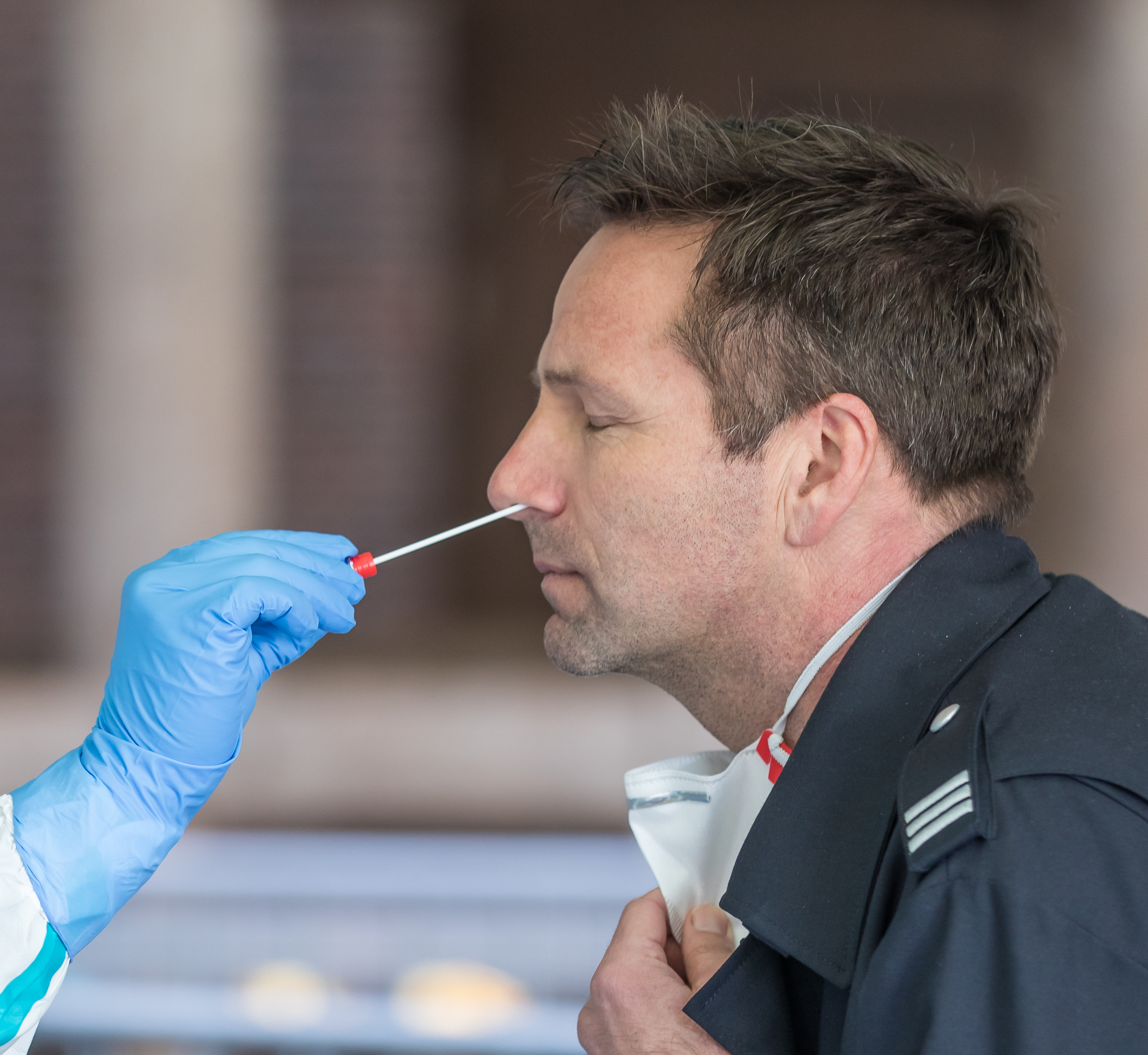
Mintavétel az orrból
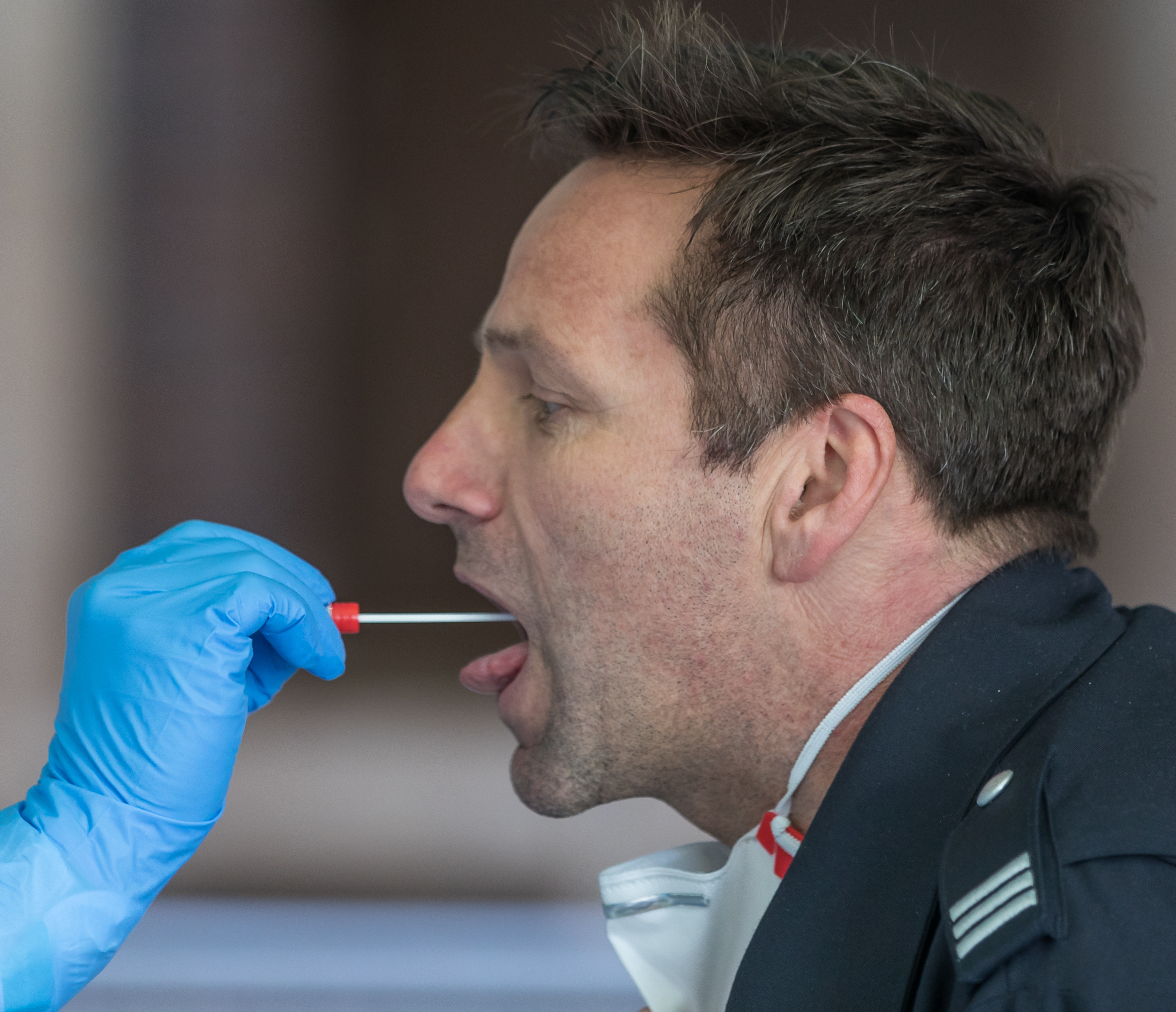
Mintavétel a garatból

## Antigén-gyorsteszt
Az antigénteszt a vírus S-proteinjét mutatja ki. A vizsgálat olcsóbb a PCR-nél, de alacsonyabb érzékenységű, eredménye általában 15 percen belül elkészül.
A teszt során általában az orrban található nyálkahártyáról vesznek mintát. A mintavétel néhány másodpercig tart, kellemetlen érzéssel járhat, de fájdalommal nem. Az eredmény leolvasását egy speciális leolvasó eszköz (fluorescens reader) segíti.

## Antitesttesztek
Az antitestteszt (más néven szerológiai vizsgálat) vérmintából mutatja ki a vírus ellen termelődött ellenanyagokat, a páciens fertőzésre adott immunválaszáról ad képet. Ezt a teszttípust annak ellenőrzésére szokták használni, hogy a páciens korábban átesett-e (akár tünetmentesen) a fertőzésen (az akut fertőzések kimutatására nem igazán alkalmas).
A szerológiai teszteket két csoportra osztjuk:
- Rapid antitesttesztek
- Automatizált antitesttesztek

### Gyorstesztek
A tesztelés során a SARS-CoV-2-specifikus korai IgM és késői IgG antitestek jelenlétét vizsgálják.
| IgM | IgG | Eredmény                                     |
| --- | --- | -------------------------------------------- |
| -   | -   | A páciens nem rendelkezik védettéggel        |
| +   | -   | A páciens a fertőzés korai szakaszában lehet |
| +   | +   | A páciens a fertőzés aktív szakaszában lehet |
| -   | +   | A páciens korábban átesett a fertőzésen      |

A gyorstesztek előnyei a kedvező áruk, hogy általában 15 percen belül eredményt kapunk, a vizsgálat speciális eszközök nélkül is elvégezhető, és az eredmény szabad szemmel is könnyen kiértékelhető. Az antitest-gyorstesztek hátránya, hogy sokkal több fals eredmény születik, mint az egyéb tesztelési módoknál.

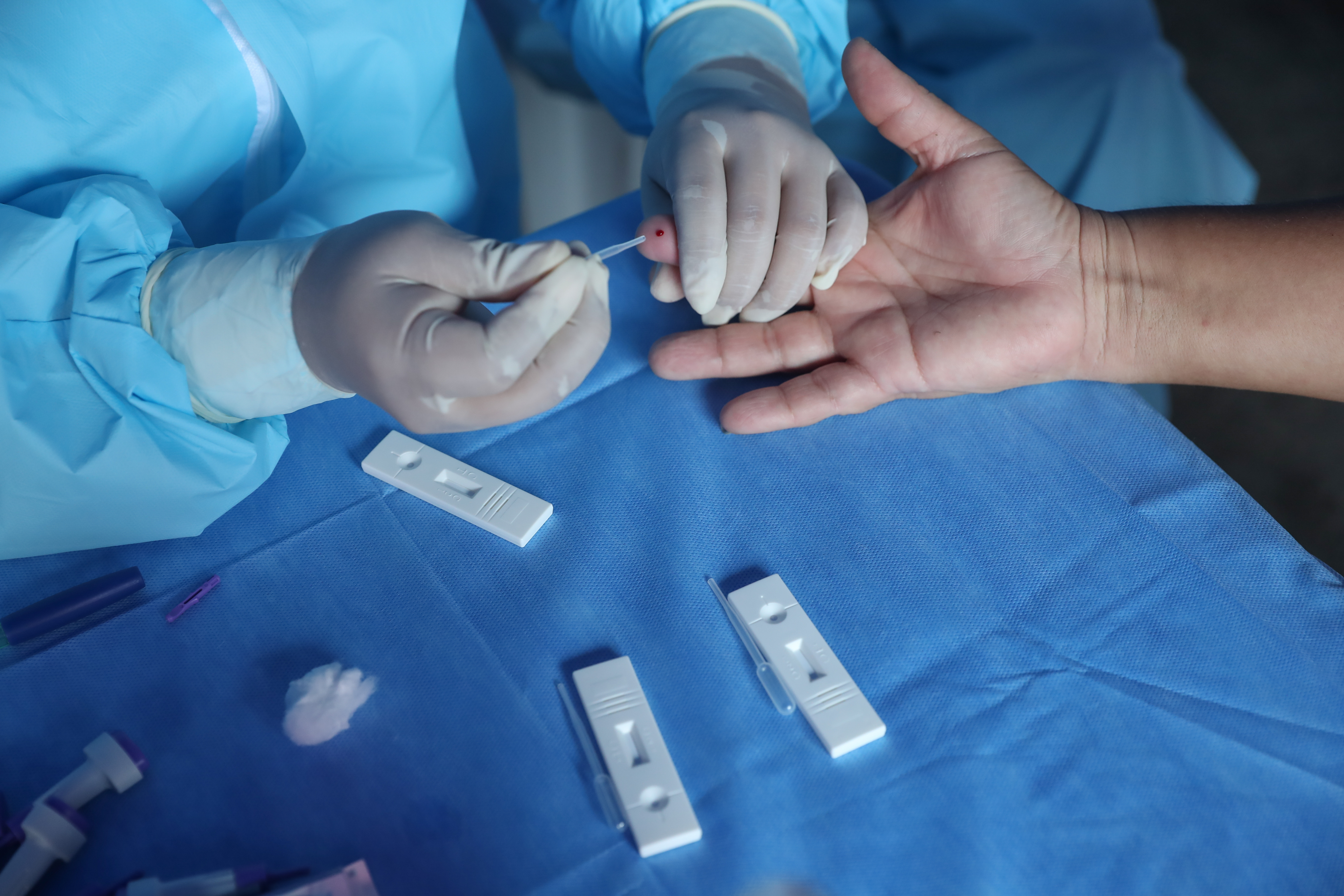
Mintavétel
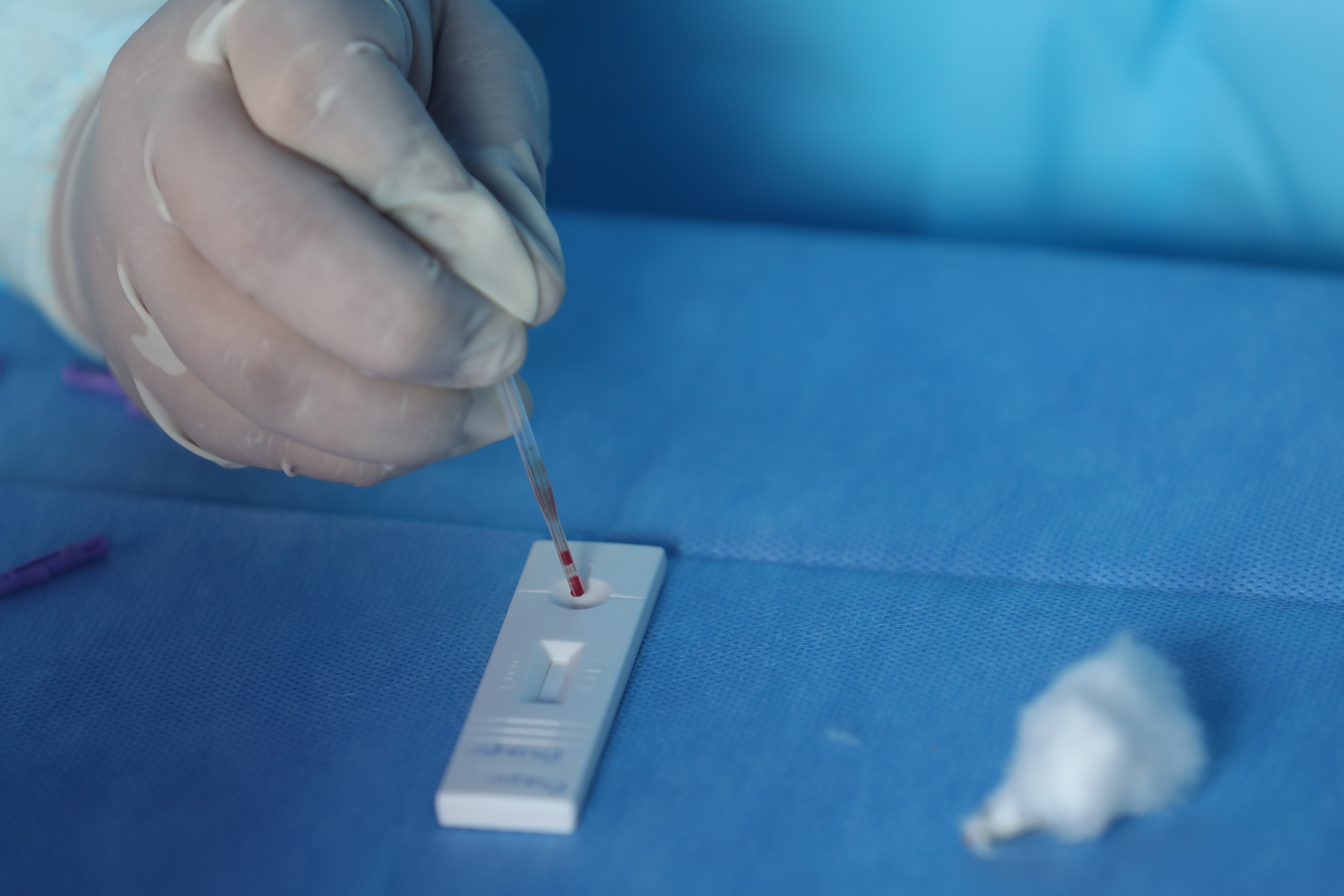
A vérminta tesztre csöppentése
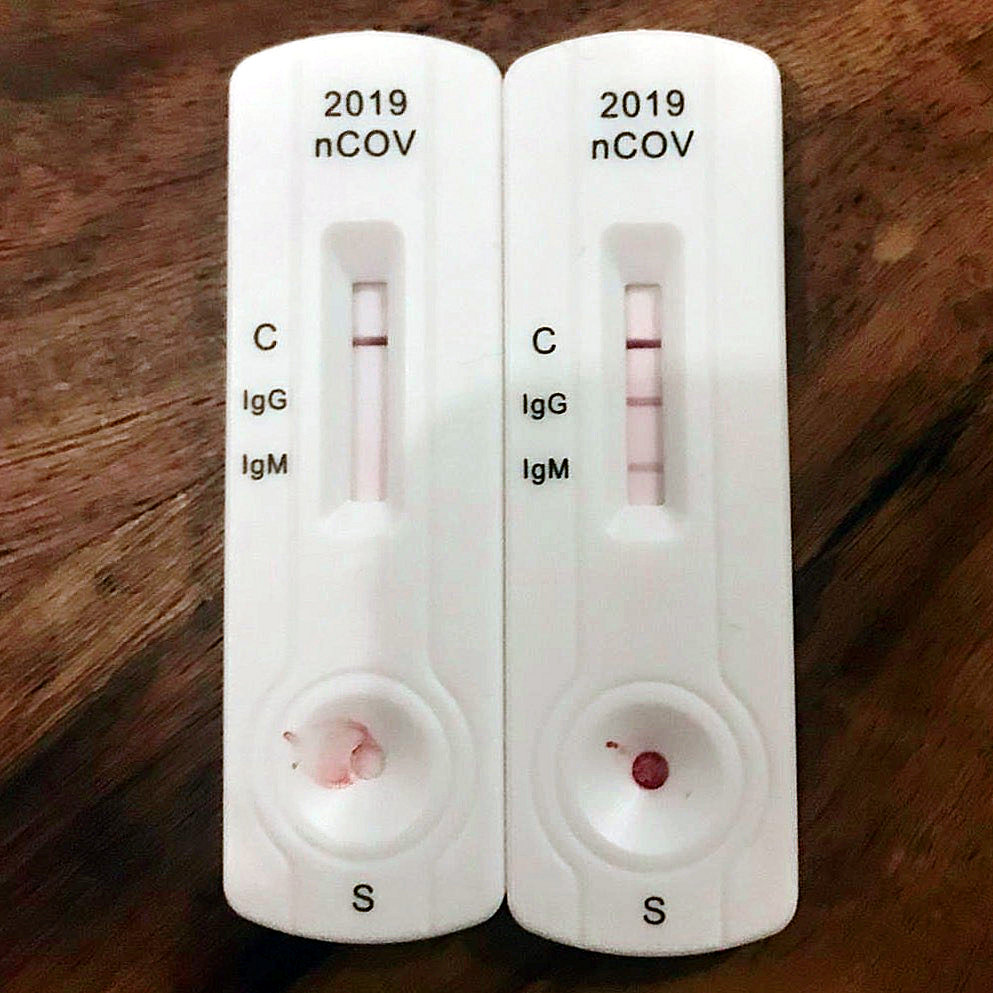
A gyorsteszt eredménye

### Automatizált tesztek
A tesztelés során a SARS-CoV-2-specifikus korai (IgM, esetleg IgA) vagy késői (IgG) antitestek jelenlétét és mennyiségét vizsgálják.
Az automatizált tesztek megbízhatóbbak az antitest-gyorsteszteknél. A vizsgálat ideje általában 1-3 óra.